# Братья Мэйслес
Братья Альберт (англ. Albert Maysles, 26 ноября 1925 — 5 марта 2015) и Дэвид Мэйслес (англ. David Maysles, 10 января 1931 — 3 января 1987) — американские режиссёры документального кино, наиболее известные совместно снятыми фильмами «Коммивояжёр» (1969), «Дай мне кров» (1970) и «Серые сады» (1975).

## Биографии

### Происхождение и начало работы в документальном кино
Старший из братьев Альберт родился в Бостоне 26 ноября 1926 года, младший Дэвид — 10 января 1932 года. Их родители были евреями, эмигрировавшими в США из Российской империи; отец работал почтовым служащим, мать — учительницей. В 1939 году Мэйслесы переехали в Бруклайн. Братья росли в преимущественно ирландском католическом окружении, и Альберт вспоминал, что его отец идентифицировал себя как с евреями, так и с ирландцами, что, однако, не спасало их от антисемитских выходок. Во время Второй мировой войны Альберт служил в танковой части. После демобилизации Альберт изучал психологию; он получил степень бакалавра в Сиракузском университете и магистра — в Бостонском университете, в котором затем остался преподавать и который со степенью бакалавра окончил и Дэвид.
Альберт совмещал преподавание с работой ассистента в психиатрической больнице и исследовательским проектом при Массачусетской больнице общего профиля. Его заинтересовало состояние психиатрии в СССР, и идея сделать фоторепортаж о советских психиатрических больницах в итоге реализовалась в виде командировки от CBS для съёмок документального фильма летом 1955 года. Альберт Мэйслес посетил Москву, Ленинград, Киев и Одессу, где ему разрешили посетить, вероятно, образцово-показательные учреждения. Вопреки ожиданиям заказчиков, рассчитывавших на сенсационалистский репортаж, 13-минутный документальный фильм «Психиатрия в России» (‘’Psychiatry in Russia’’) представлял собой хронику с достаточно доброжелательным по отношению к советской психиатрии закадровым комментарием, которой «трясущаяся» камера придавала оттенок любительских съёмок. CBS решила не выпускать фильм, но он был показан на NBC, бостонском телеканале WGBH-TV и на канадском кабельном телевидении. Тем временем Дэвид попробовал себя в голливудском кинопроизводстве и поработал ассистентом продюсера на нескольких фильмах, в том числе «Автобусной остановке» (1956) и «Принце и танцовщице» (1957; в обоих фильмах главную роль играла Мэрилин Монро), но быстро разочаровался. В 1957 году братья вдвоём отправились в мотоциклетное путешествие из Мюнхена до Москвы. Результатом стали ещё два документальных фильма, «Польская молодёжь» (Youth in Poland, о прошедших годом ранее волнениях в Познани) и «Россия крупным планом» (Russian Close-Up).
В 1959 году Альберт Мэйслес познакомился с такими же молодыми документалистами Донном Пеннебейкером и Ричардом Ликоком. В следующем году все они под началом Роберта Дрю, основавшего производственную компанию Drew Associates, документировали праймериз Демократической партии в Висконсине (кандидатом от демократов на президентских выборах 1960 года стал Джон Кеннеди). Более лёгкая переносная камера Auricon Cine-Voice с функцией синхронной записи звука (раньше звук добавлялся при постпроизводстве) позволяла документалисту следовать за героем и создавать для зрителя эффект погружения в события кампании. Эти моменты сделали фильм «Предварительные выборы» историческим событием для американской кинодокументалистики. Впрочем, самый известный кадр фильма — четырёхминутный проход вслед за Кеннеди, заходящим в здание, преодолевающим лестничный пролёт и выходящим на сцену перед толпой сторонников — был снят Мэйслесом другой камерой.

### «Прямое кино». «Коммивояжёр», «Дай мне кров» и «Серые сады»
После «Предварительных выборов» Альберт Мэйслес был оператором ещё на семи документальных фильмов Drew Associates, и тогда же туда был принят и Дэвид. Мэйслесы разделяли подход Дрю, который, документируя политические события своего времени, стремился оставаться наблюдателем, не вмешиваясь в них сам и не убеждая зрителя занять определённую сторону. Они вдохновлялись работавшими в то же время во Франции документалистами синема верите, в первую очередь Жаном Рушем, но для своих фильмов изобрели новый термин «прямое кино» (англ. direct cinema). Но к 1962 году творческие разногласия между братьями и Дрю привели Мэйслесов к решению основать собственную кинокомпанию Maysles Film. Дрю предпочитал документировать исторические события, в особенности те, которые он считал кризисными точками, и поведение публичных лиц в них, а Альберт Мэйслес, разделяя отношение Дрю к документалисту прежде всего как к стороннему хроникёру, больше интересовался повседневностью, а не «вопросами жизни и смерти». Братья Мэйслесы совместно дебютировали в полнометражном кино документальным фильмом «Шоумен» (‘’Showman’’, 1963) — портретом кинопродюсера Джозефа Левина, который не особенно впечатлил его героя, но после показа во Франции был прославлен кинокритиком Луи Маркорелем как один из величайших фильмов послевоенных лет. Дальше Мэйслесы задокументировали первое посещение Штатов The Beatles в феврале 1964 года в фильме «Невероятно! „Битлз“ в США» (What’s Happening! The Beatles In The U.S.A., 1964; в 1991 году перемонтирован и выпущен как «The Beatles. Первый приезд в США») и пресс-тур Марлона Брандо в поддержку фильма «Моритури» во «Знакомьтесь, Марлон Брандо» (Meet Marlon Brando, 1965). Брандо, по слухам, был настолько недоволен результатом, что отказывал в разрешении на коммерческие показы документального фильма. Но уже в то время список поклонников документальных фильмов Мэйслесов включал ведущего авангардного кинорежиссёра Йонаса Мекаса и Жана-Люка Годара, который называл Альберта «лучшим оператором Америки».
В 1966 году Мэйслесы подготовили документальный фильм о писателе Трумене Капоте «В гостях у Трумана Капоте» (A Visit with Truman Capote). Вышедшее в то же время «Хладнокровное убийство», по собственному определению Капоте, «документальный роман» и одна из ключевых работ «новой журналистики», сильно повлияло на братьев, и они решили сделать что-то подобное средствами кино — рассказать в формате полнометражного фильма историю, которая воздействовала бы на зрителя как художественный фильм, но была бы полностью создана средствами документалистики. Мекас позже говорил, что когда Мэйслесы поделились с ним этой идеей, он ответил, что их работы «прямого кино» решали те же задачи ещё до публикации «Хладнокровного убийства». Таким полнометражным фильмом стал «Коммивояжёр» (1969), показывающий моменты повседневной работы странствующих продавцов богато иллюстрированных библий, такие как инструктаж или общение с клиентами, раз от разу отказывающихся от приобретения очевидно слишком дорогих для них фолиантов. «|Коммивояжёр» считается эпохальной работой и в 1992 году был включён в Национальный реестр фильмов, но также и подвергался критике за если не постановочность отдельных эпизодов, то по крайней мере искусственное выстраивание авторами конвенционального голливудского нарратива. Кинокритик The New York Times Винсент Кэнби в рецензии описал его как «горизонтальное движение сквозь капиталистический сон <…> настолько чёткое изображение маленького сегмента американской жизни, что я не могу представить себе, что оно когда-то утратит актуальность как социальный документ или один из лучших образцов того, что называют cinema vérité или прямое кино». Сорежиссёром «С любовью, Труман» и «Коммивояжёра» вместе с Альбертом и Дэвидом была указана монтажёр Шарлотта Зверин, работавшая с братьями со времён Drew Associates.
В том же 1969 году документалист Хаскелл Уэкслер свёл Мэйслесов и группу the Rolling Stones, музыканты которой хотели сделать фильм о своём концертном туре в поддержку нового альбома Let It Bleed. Кульминацией тура и фильма должен был стать бесплатный фестиваль на территории гоночного парка Альтамонт в Калифорнии, который проходил в декабре 1969 года, через четыре месяца после Вудстока и рассматривался как ответ Западного побережья крупнейшему контркультурному событию Востока. Это был самый масштабный проект Мэйслесов и Зверин: всего в съёмках участвовали 22 оператора, а на однодневном Альтамонтском фестивале работало 17 съёмочных групп. В реальности фестиваль, который посетило около трёхсот тысяч человек, оказался организационной катастрофой, а привлечённые для охраны музыкантов байкеры из мотоклуба «Ангелы ада» широко применяли насилие к посетителям. Одного из них, чернокожего Мередита Хантера, байкер заколол ножом, когда Хантер достал пистолет, находясь недалеко от сцены. Эти события были засняты операторами и попали в фильм, а затем смонтированы со сценой, в которой режиссёры отсматривают запись концерта и убийства вместе с Миком Джаггером, неуверенность которого в этот момент резко контрастирует с его же вызывающим поведением на сцене. Фильм «Дай мне кров», получивший название по песне Rolling Stones, приобрёл значение важного исторического документа, так как запечатлел трагическое завершение эпохи контркультуры 1960-х, и в то же время его необычная форма, выходящая далеко за границы привычного «фильма о концерте», то, что в фильме его герои обсуждают полноту, достоверность и познаваемость событий на плёнке, частью которой являются, стали логичным продолжением поисков, начатых в «Коммивояжёре». Однако убийство Хантера бросило тень и на сам фильм, который крайне негативно отрецензировали Кэнби в The New York Times и Полин Кейл в The New Yorker. Кейл фактически предложила режиссёрам разделить моральную ответственность за гибель Хантера, заявив, что фестиваль был организован ради фильма, что ставит под сомнение документальную, а не постановочную природу последнего. В той же рецензии Кейл обвинила Мэйслесов в том, что главный герой «Коммивояжёра» Пол Бреннан был ненастоящим продавцом библий — по сути, нанятым актёром. Мэйслесы и Зверин отправили в New Yorker открытое письмо с опровержением обвинений в недобросовестности, которое, однако не было опубликовано.
Двадцативосьмиминутный фильм «Занавес над долиной», один из нескольких примеров сотрудничества Мэйслесов с художниками Христо и Жанной-Клод, стал единственной работой братьев, номинированной на «Оскар» (номинация за лучший документальный короткометражный фильм на церемонии 1974 года). В 1975 году вышел фильм «Серые сады», героинями которого стали Эдит Юинг Бувье Бил и её дочь Эдит Бувье Бил, члены некогда влиятельной семьи Бувье, из которой происходила Жаклин Кеннеди (мать и дочь приходились ей соответственно тётей и двоюродной сестрой). В 1971 году особняк «Серые сады» в округе Саффолк (штат Нью-Йорк), в котором они долгое время жили вдвоём, привлёк внимание полиции и получил печальную общенациональную известность своим антисанитарным состоянием, и спустя некоторое время Мэйслесы договорились с семьёй о съёмках фильма о них. В 1973 году они провели в особняке больше месяца. Полуторачасовой фильм, почти полностью состоящий из бесед матери и дочери, показывал их с обнажающей откровенностью, включал сцены бурных ссор и высвечивал контраст между воспоминаниями о былой роскоши и плачевной современностью. Уолтер Гудмен (The New York Times) нашёл фильм отвратительно жестоким по отношению к героиням, даже если у Мэйслесов не было намерения сделать его таким. Оуэн Глейберман (Variety) в 2018 году написал, что «Серые сады» одновременно эксплуатируют мать и дочь и показывают по отношению к ним удивительную эмпатию.

### Поздние работы
«Серые сады» считаются последним из наиболее значительных фильмов Мэйслесов и последним же, столкнувшимся с резкими и противоречивыми оценками. С конца 1970-х братья много работали по заказу, снимали фильмы для корпоративных клиентов, кинопортреты классических музыкантов (Владимира Горовица, Сэйдзи Одзавы, Джесси Норман). Постоянными сорежиссёрами Мэйслесов были Эллен Ховди, Маффи Мейер, Сьюзен Фрёмке, Дебора Диксон.
Дэвид Мэйслес умер 3 января 1987 года. Альберт Мэйслес продолжил работать, часто с Фрёмке и Диксон. Между братьями было заключено соглашение, что после смерти одного из них второй получит права на совместные работы. Это стало причиной судебного спора между Альбертом и вдовой Дэвида Джуди, который закончился мировым соглашением (по утверждениям Альберта Мэйслеса, он выплатил вдове брата 350 000 долларов США). В 2007 году дочь Дэвида Селия Мэйслес сняла о семейном конфликте документальный фильм «Далёкая синяя высь» (Wild Blue Yonder), из которого во многом это и стало известным.

## Избранная фильмография
- «Психиатрия в России» (Psychiatry in Russia, 1955, реж. А. Мэйслес)
- «Россия крупным планом» (Russian Close-Up, 1957, реж. А. и Д. Мэйслесы)
- «Польская молодёжь» (Youth in Poland, 1957, реж. А. и Д. Мэйслесы)
- «Предварительные выборы» (Primary, 1960, реж. Роберт Дрю, операторы Р. Дрю, Ричард Ликок, А. Мэйслес и Донн Пеннебейкер)
- «Шоумен» (Showman, 1963, реж. А. и Д. Мэйслесы) — с участием Джозефа Левина
- «Невероятно! „Битлз“ в США» (What’s Happening! The Beatles In The U.S.A., 1964, реж. А. и Д. Мэйслесы). В 1991 году перемонтирован и выпущен как «The Beatles. Первый приезд в США» (The Beatles. The First U.S. Visit).
- «Париж глазами…» (Paris vu par…, 1965) — сегмент «Монпарнас и Леваллуа» (реж. Жан-Люк Годар, оператор А. Мэйслес)
- «Знакомьтесь, Марлон Брандо» (Meet Marlon Brando, 1965, реж. А. и Д. Мэйслесы) — с участием Марлона Брандо
- «Отрежь кусок» (Cut Piece, 1965, реж. А. и Д. Мэйслесы) — с участием Йоко Оно
- «В гостях у Трумана Капоте» (A Visit with Truman Capote, 1966, реж. А. и Д. Мэйслесы и Шарлотта Зверин[англ.]) — с участием Трумана Капоте
- «Монтерей Поп[англ.]» (Monterey Pop, 1968, реж. Д. Пеннебейкер, оператор А. Мэйслес)
- «Путешествие в Иерусалим» (Journey to Jerusalem, 1968, реж. А. и Д. Мэйслесы) — с участием Леонарда Бернстайна
- «Коммивояжёр» (Salesman, 1969, реж. А. и Д. Мэйслесы и Ш. Зверин)
- «Дай мне кров» (Gimme Shelter, 1970, реж. А. и Д. Мэйслесы и Ш. Зверин) — с участием The Rolling Stones
- «Занавес над долиной» (Christo’s Valley Curtain, 1974, реж. А. и Д. Мэйслесы и Эллен Ховди) — с участием Христо и Жанны-Клод
- «Серые сады» (Grey Gardens, 1975, реж. А. и Д. Мэйслесы, Э. Ховди, Сьюзен Фрёмке, Маффи Мейер) — с участием Эдит Юинг Бувье Бил[англ.] и Эдит Бувье Бил[англ.]
- «Шесть американских семей» (Six American Families, 1976, эпизод ‘’The Burks from Georgia’’, реж. А. и Д. Мэйслесы, Э. Ховди и М. Мейер)
- «Бегущая изгородь» (Running Fence, 1978, реж. А. и Д. Мэйслесы и Ш. Зверин) — с участием Христо и Жанны-Клод
- «Мохаммед и Ларри» (Muhammad and Larry, 1980, в 2009 году перемонтирован как эпизод документального сериала «30 событий за 30 лет», реж. А. и Д. Мэйслесы) — о бое Мухаммеда Али и Ларри Холмса
- «Владимир Горовиц: последний романтик» (Vladimir Horowitz: The Last Romantic, 1985, реж. А. и Д. Мэйслесы, С. Фрёмке, Пат Джаффе) — с участием Владимира Горовица
- «Одзава» (Ozawa, 1986, реж. А. и Д. Мэйслесы, С. Фрёмке, Дебора Диксон) — с участием Сэйдзи Одзавы
- «Острова» (Islands, 1986, реж. А. и Д. Мэйслесы и Ш. Зверин) — с участием Христо и Жанны-Клод
- «Горовиц играет Моцарта» (Horowitz Plays Mozart, 1987, реж. А. Мэйслес, С. Фрёмке, Ш. Зверин)
- «Джесси Норман поёт Кармен» (Jessye Norman Sings Carmen, 1989, реж. А. Мэйслес и С. Фрёмке) — с участием Джесси Норман и Сэйдзи Одзавы
- «Христо в Париже» (Christo in Paris, 1990, реж. А. и Д. Мэйслесы, С. Фрёмке и Д. Диксон) — с участием Христо и Жанны-Клод
- «Солдаты музыки: Ростропович возвращается в Россию» (Soldiers of Music: Rostropovich Returns to Russia, 1991, реж. А. Мэйслес, С. Фрёмке и Боб Эйзенхардт) — с участием Мстислава Ростроповича и Галины Вишневской
- «Барочный дуэт» (Baroque Duet, 1992, реж. А. Мэйслес, С. Фрёмке, П. Джаффе, Питер Гельб) — с участием Кэтлин Бэттл и Уинтона Марсалиса
- «Зонтики» (Umbrellas, 1994, реж А. Мэйслес, Генри Корра, Грэм Вейнбрен) — с участием Христо и Жанны-Клод
- «Отпуская: путешествие в хоспис» (Letting Go: A Hospice Journey, 1996, реж. А. Мэйслес, С. Фрёмке, Д. Диксон)
- «Когда мы были королями[англ.]» (When We Were Kings, 1996, реж. Леон Гаст, оператор А. Мэйслес) — о «разборке в джунглях»
- «Согласие намерений: создавая Центр Гетти» (Concert of Wills: Making the Getty Center, 1996, реж. А. Мэйслес, С. Фрёмке и Б. Эйзенхардт)
- «Потомки Лали: наследие хлопка[англ.]» (LaLee’s Kin: The Legacy of Cotton, 2000, реж. А. Мэйслес, С. Фрёмке, Д. Диксон)
- «Билы из Серых садов» (The Beales of Grey Gardens, 2006, реж. А. и Д. Мэйслесы и Иэн Маркиевич) — документальный фильм на основе материала, не вошедшего в «Серые сады»
- «Ворота» (The Gates, 2007, реж. А Мэйслес и Антонио Феррера) — с участием Христо и Жанны-Клод
- «Салли Гросс: удовольствие покоя» (Sally Gross: The Pleasure of Stillness, 2007, реж. А. Мэйслес) — с участием Салли Гросс[англ.]
- «Milwaukee at Last!!![англ.]» (2009, реж. А. Мэйслес) — запись концерта Руфуса Уэйнрайта
- «Любовь, которую мы даём» (The Love We Make, 2011, реж. А. Мэйслес и Брэдли Каплан) — с участием Пола Маккартни
- «Айрис» (Iris, 2014, реж. А. Мэйслес) — с участием Айрис Апфель
- «В движении» (In Transit, 2015, реж. А. Мэйслес, Линн Тру, Дэвид Юзуи, Нельсон Уокер и Бенджамин Ву)